# Urugwaj na Letnich Igrzyskach Olimpijskich 1968
Urugwaj na Letnich Igrzyskach Olimpijskich 1968 reprezentowało 27 zawodników: 21 mężczyzn i 6 kobiet. Był to 10. start reprezentacji Urugwaju na letnich igrzyskach olimpijskich.

## Skład kadry

### Boks
Mężczyźni
- Juan Rivero - waga lekka - 17. miejsce
- Carlos Casal - waga lekkopółśrednia - 17. miejsce
- Mario Benítez - waga lekkośrednia - 5. miejsce
- Nolberto Freitas - waga średnia - 9. miejsce

### Kolarstwo
Mężczyźni
- Luis Sosa, Walter Garre, Jorge Jukich, René Deceja - wyścig drużynowy, 100 km - 24. miejsce
- Luis Barrufa - wyścig na czas, 1000 m - 13. miejsce

### Lekkoatletyka
Mężczyźni
- Armando González - maraton - nie ukończył
- Albertino Etchechury - 3000 metrów z przeszkodami - odpadł w eliminacjach

Kobiety
- Josefa Vicent

100 metrów - odpadła w eliminacjach
200 metrów - odpadła w eliminacjach
400 metrów - odpadła w eliminacjach

### Pływanie
Kobiety
- Ruth Apt

100 metrów st. dowolnym - odpadła w eliminacjach
100 metrów st. motylkowym - odpadła w eliminacjach
200 metrów st. zmiennym - odpadła w eliminacjach
400 metrów st. zmiennym - odpadła w eliminacjach
- Emilia Figueroa

100 metrów st. dowolnym - odpadła w eliminacjach
200 metrów st. dowolnym - odpadła w eliminacjach
400 metrów st. dowolnym - odpadła w eliminacjach
800 metrów st. dowolnym - odpadła w eliminacjach
- Lylian Castillo

100 metrów st. dowolnym - odpadła w eliminacjach
200 metrów st. dowolnym - odpadła w eliminacjach
400 metrów st. dowolnym - odpadła w eliminacjach
800 metrów st. dowolnym - odpadła w eliminacjach
- Felicia Ospitaletche

100 metrów st. grzbietowym - odpadła w eliminacjach
200 metrów st. grzbietowym - odpadła w eliminacjach
200 metrów st. zmiennym - odpadła w eliminacjach
- Ana María Norbis

100 metrów st. klasycznym - 8. miejsce
200 metrów st. klasycznym - 8. miejsce
- Emilia Figueroa, Ruth Apt, Felicia Ospitaletche, Lylian Castillo - 4 × 100 metrów st. dowolnym - odpadły w eliminacjach
- Emilia Figueroa, Ruth Apt, Felicia Ospitaletche, Ana María Norbis - 4 × 100 metrów st. zmiennym - odpadły w eliminacjach

### Strzelectwo
Mężczyźni
- Enrique Barragán - pistolet, 50 m - 48. miejsce
- Walter Vera - pistolet, 50 m - 54. miejsce
- Arturo Porro - trap - 50. miejsce

### Szermierka
Mężczyźni
- Alberto Varela

Floret - odpadł w eliminacjach
Szpada - odpadł w eliminacjach

### Wioślarstwo
Mężczyźni
- José Sigot, Esteban Masseilot - dwójka bez sternika - odpadli w repasażach
- José Ahlers, Emilio Ahlers, Luis Colman - dwójka ze sternikiem - odpadli w repasażach

### Żeglarstwo
Mężczyźni
- Fernando Thode - Finn - 26. miejsce